# Jean-Pierre Charbonneau

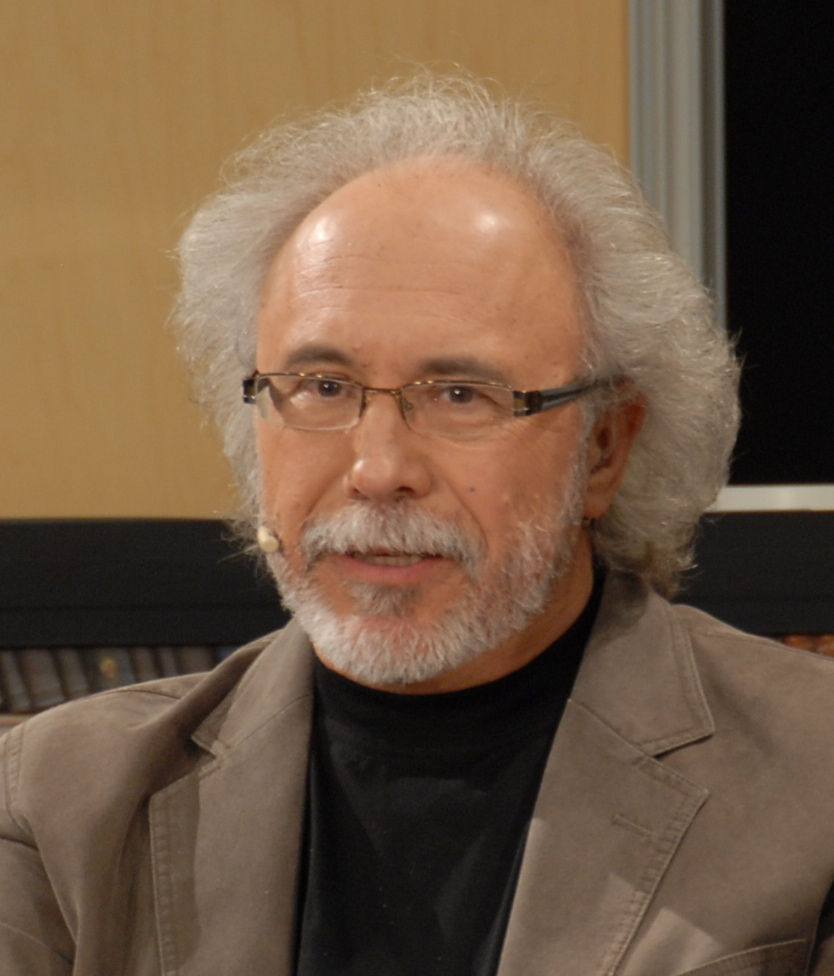
Jean-Pierre Charbonneau (2010).

Jean-Pierre Charbonneau (* 3. Januar 1950 in Saint-Eustache, Québec) ist ein kanadischer Politiker der Parti Québécois, der zeitweise Minister sowie von 1996 bis 2002 Präsident der Nationalversammlung von Québec war.

## Leben
Jean-Pierre Charbonneau, Sohn des Hausmeisterehepaars Denis Charbonneau und Reine Campeau, absolvierte nach dem Besuch der École Saint-François-Xavier in Laval-des-Rapides und des Collège Ahuntsic in Montreal ein Studium der Kriminologie an der Universität Montreal. Anschließend arbeitete er von 1971 bis 1976 als Journalist für Kriminal- und Polizeiangelegenheiten bei der Tageszeitung „Le Devoir“ sowie 1976 bei der Tageszeitung „La Presse“. Daneben war er als Berater der Untersuchungskommission für organisierte Kriminalität und als Vizepräsident der Union der Journalisten bei „Le Devoir“ tätig. Für sein 1975 veröffentlichtes Buch „La Filière canadienne“ wurde er mit dem „Beccaria“-Preis der Société de criminologie du Québec ausgezeichnet.

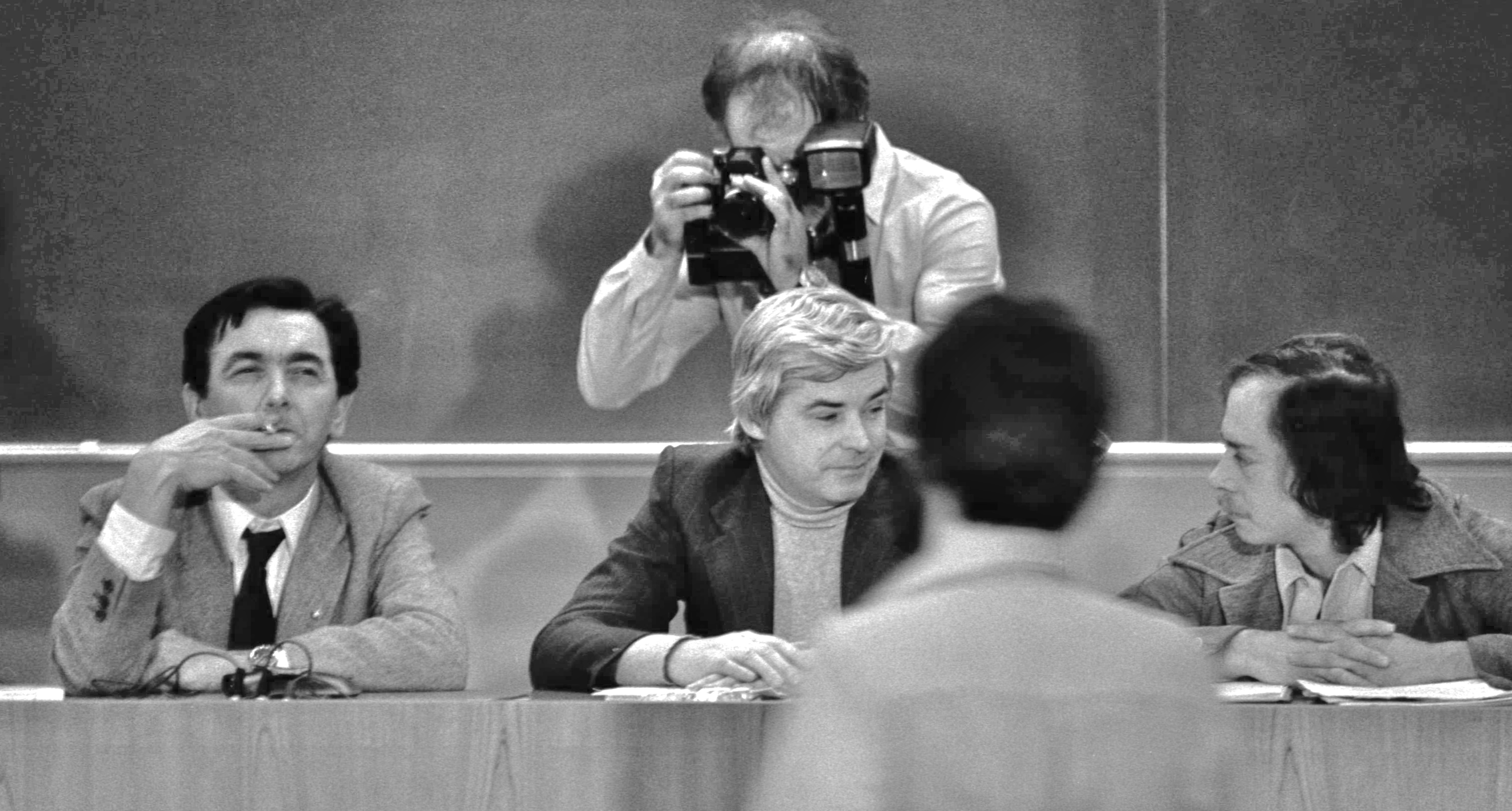
Charbonneau (rechts) als Abgeordneter bei einer Diskussion mit Bildungsminister Camille Laurin und dem Vorsitzenden der Gewerkschaft Centrale des syndicats du Québec, Robert Gaulin (1981)

Bei der Wahl am 15. November 1976 wurde Charbonneau für die PQ im Wahlkreis „Verchères“ erstmals zum Mitglied der Nationalversammlung von Québec gewählt und konnte sich dabei gegen den bisherigen Wahlkreisinhaber Marcel Ostiguy von der Parti libéral du Québec durchsetzen. Er gehörte der Nationalversammlung nach seinen Wiederwahlen am 13. April 1981 und am 2. Dezember 1985 bis zu seinem Mandatsverzicht am 30. Juni 1989 an, woraufhin seine Parteifreundin Luce Dupuis bei der Wahl am 25. September 1989 zum neuen Abgeordneten für den Wahlkreis „Verchères“ gewählt wurde. Während seiner Parlamentszugehörigkeit war er zunächst zwischen 1977 und 1978 Vorsitzender der Abgeordnetengruppe von der Südküste von Montreal und diente vom 9. März 1983 bis zum 15. März 1984 als Parlamentarischer Assistent von Premierminister René Lévesque. Im weiteren Verlauf seiner Parlamentszugehörigkeit war er danach vom 15. März 1984 bis zum 23. Oktober 1985 Vorsitzender des Ausschusses für Bildung und Belegschaften beziehungsweise zuletzt zwischen dem 11. Februar 1986 und dem 30. Juni 1989 Vorsitzender des Ausschusses für Wirtschaft und Arbeit.
Nach seinem Ausscheiden aus der Nationalversammlung fungierte Jean-Pierre Charbonneau von 1989 bis 1991 Administrator von gegenseitigen Hilfsprojekten für die Kanadische Organisation für Solidarität und Entwicklung in Ruanda. Nach seiner Rückkehr arbeitete er zudem wieder als Journalist und war unter anderem Moderator der Sendung „Point de vue“ des Radiosenders CKVL-Radio sowie Kolumnist  der in Beloeil erscheinenden Wochenzeitung „L’Œil régional“ und gab dort seit 1991 zudem Kurse als Lehrer für die chinesische Kampfkunst Taijiquan. Zudem fungierte er zwischen 1992 und 1994 als Präsident des Vorstands der Hilfs- und Entwicklungsorganisation Oxfam in Québec und war als solcher zugleich verantwortlich für die Rettungs- und Bergungsaktion dieser Organisation.
Bei der Wahl am 12. September 1994 wurde Charbonneau für die PQ im neu geschaffenen Wahlkreis „Borduas“ wieder zum Mitglied der Nationalversammlung gewählt und gehörte diesem nach seinen Wiederwahlen am 30. November 1998 und am 14. April 2003 bis zu seinem neuerlichen Mandatsverzicht am 15. November 2006 an. Bei der Wahl am 26. März 2007 wurde sein Parteifreund Pierre Curzi zum neuen Abgeordneten für diesen Wahlkreis gewählt. Anfangs war er zunächst vom 1. Dezember 1994 bis 12. März 1996 stellvertretender Vorsitzender des Ausschusses für Landwirtschaft, Fischerei und Ernährung. Während der 35. Legislaturperiode wurde er am 12. März 1996 als Nachfolger seines Parteifreundes Roger Bertrand Präsident der Nationalversammlung und bekleidete das Amt bis Mitte der 36. Legislaturperiode am 30. Januar 2002, woraufhin seine Parteifreundin Louise Harel neue Parlamentspräsidentin wurde.
Jean-Pierre Charbonneau wiederum wechselte daraufhin in das Kabinett von Premierminister Bernard Landry und bekleidete in diesem zwischen dem 30. Januar 2002 und dem 29. April 2003 das Amt als Minister für zwischenstaatliche Angelegenheiten Kanadas und zugleich in Personalunion vom 13. März 2002 bis 29. April 2003 als Minister für die Reform demokratischer Institutionen. Nach der Niederlage der PQ bei der Wahl am 14. April 2003 fungierte er zwischen dem 6. Juni 2003 und dem 3. November 2004 als stellvertretender Vorsitzender des Ausschusses für soziale Angelegenheiten sowie zuletzt vom 3. November 2004 bis zu seinem Mandatsverzicht am 15. November 2006 als stellvertretender Vorsitzender des Ausschusses für Landwirtschaft, Fischerei und Ernährung.
Nach seinem Ausscheiden aus dem Parlament arbeitete Charbonneau von 2006 bis 2014 als politischer Analyst bei der öffentlich-rechtlichen Rundfunkanstalt CBC/Radio-Canada. Daneben engagierte er sich in der Neuen Demokratiebewegung MDN (Mouvement Démocratie Nouvelle) und war deren Sprecher und Vizepräsident, ehe er am 27. Januar 2019 zum Präsidenten der MDN gewählt wurde. Des Weiteren ist er Trainer am Quebecer Institut für öffentliche Angelegenheiten–Forum für den öffentlichen Raum und zudem seit 2015 seit Mitglied des Vorstands der Groupe, Femmes, Politique et Démocratie sowie von Oxfam Québec. 2016 übernahm er zudem die Posten als Botschafter und Berater des PhiloJeunes-Pilotprojekts des UNESCO-Lehrstuhls für das Studium der philosophischen Grundlagen von Gerechtigkeit und demokratischer Gesellschaft an der Université du Québec à Montréal (UQAM).

## Ehrungen und Auszeichnungen
Jean-Pierre Charbonneau wurde 2002 mit dem Großkreuz des Ordre de la Pléiade der Parlamentarischen Versammlung der Frankophonie ausgezeichnet und erhielt am 13. Mai 2014 die Ehrenmedaille der Nationalversammlung. 2018 wurde er des Weiteren zur Offizierin des Ordre national du Québec.

## Veröffentlichungen
- La Filière canadienne, 1975
- L’Option, Mitautor Gilbert Paquette[10], 1978
- Arts de ville, 1994
- Transformation des villes, Mitautorin Florence Michel, 2000
- À Découvert, Memoiren, 2007
- Les aventures de Monsieur Urbain, 2019